# Красношейная поганка
Красношейная поганка (лат. Podiceps auritus) — вид водных птиц из семейства поганковых. Выделяют два подвида. Немного мельче вороны.

## Внешний вид
Длина тела достигает 31—38 см, масса — 300—570 г. Весной и летом голова чёрная с пучками рыжих перьев над и за глазами, шея и бока рыжие. Осенью и зимой общая окраска светлая, на голове тёмно-серая шапочка, шея спереди белая. Клюв прямой, чёрный со светлым кончиком. Плывущая птица держит голову чуть откинутой назад.

## Распространение
Обитает на большей части Европы, Азии и Северной Америки. В России распространена от западных до восточных границ страны. Населяет водоёмы с обильной водной растительностью в лесной, лесостепной и степной зонах. Перелётный вид на севере ареала.

## Образ жизни
Гнездится на небольших озёрах, старицах в поймах рек, зимой мигрирует на морские побережья. Менее осторожна, чем другие поганки, и чаще выходит на берег. На суше держится почти вертикально. Хорошо летает. Питается водными беспозвоночными, на зимовке также мелкой рыбой, за пищей нередко ныряет на значительную глубину. Гнездо плавучее. В кладке от одного до восьми яиц длиной 4,5 см и диаметром 3 см. Пуховые птенцы полосатые. Птица обычно молчалива, но иногда издаёт хриплый визгливый крик, легко отличимый от голоса других поганок.

## Галерея

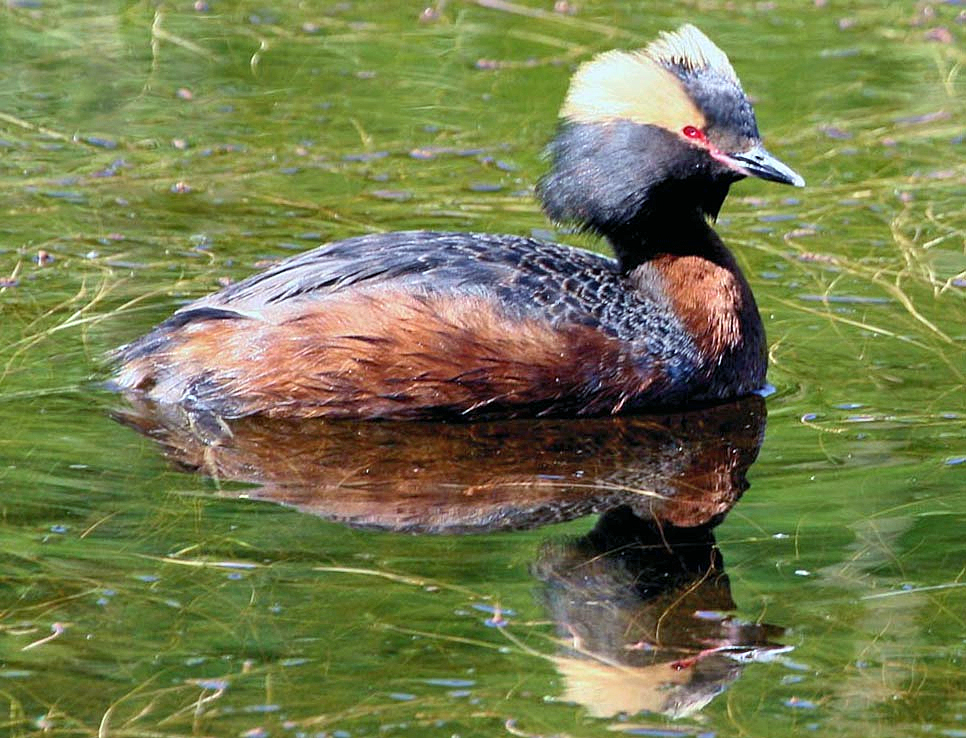
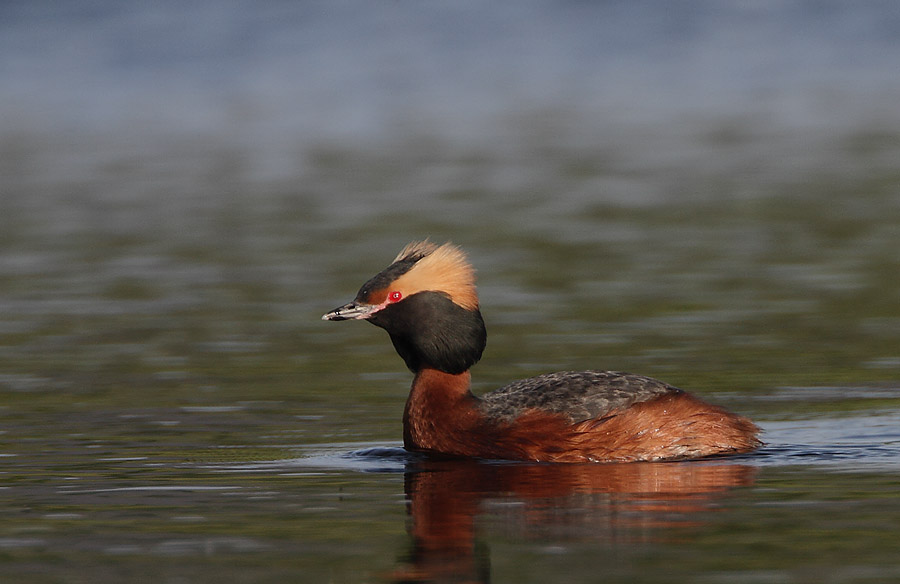
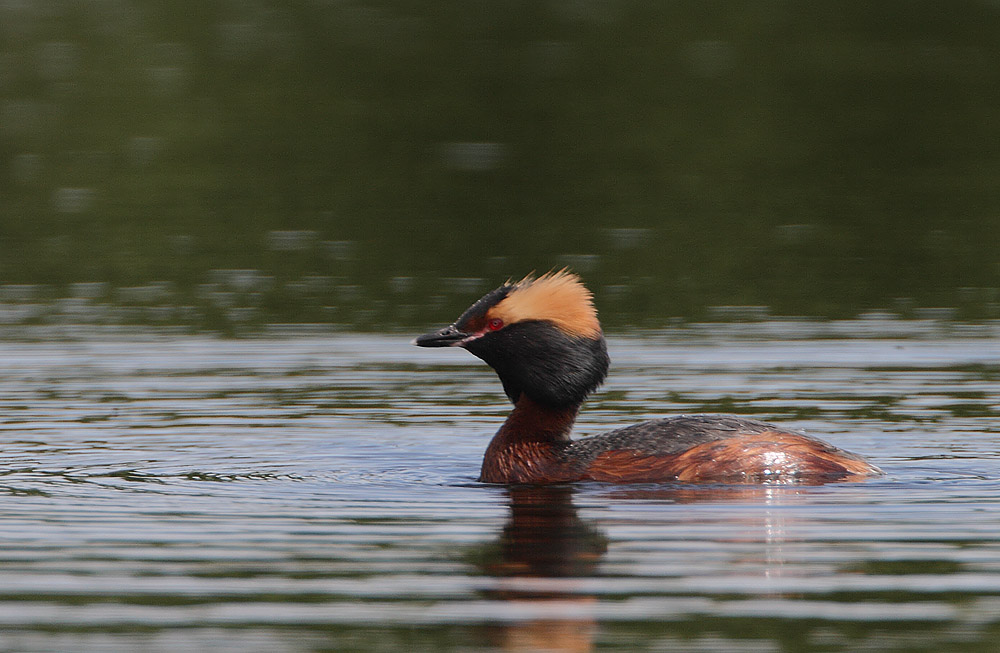
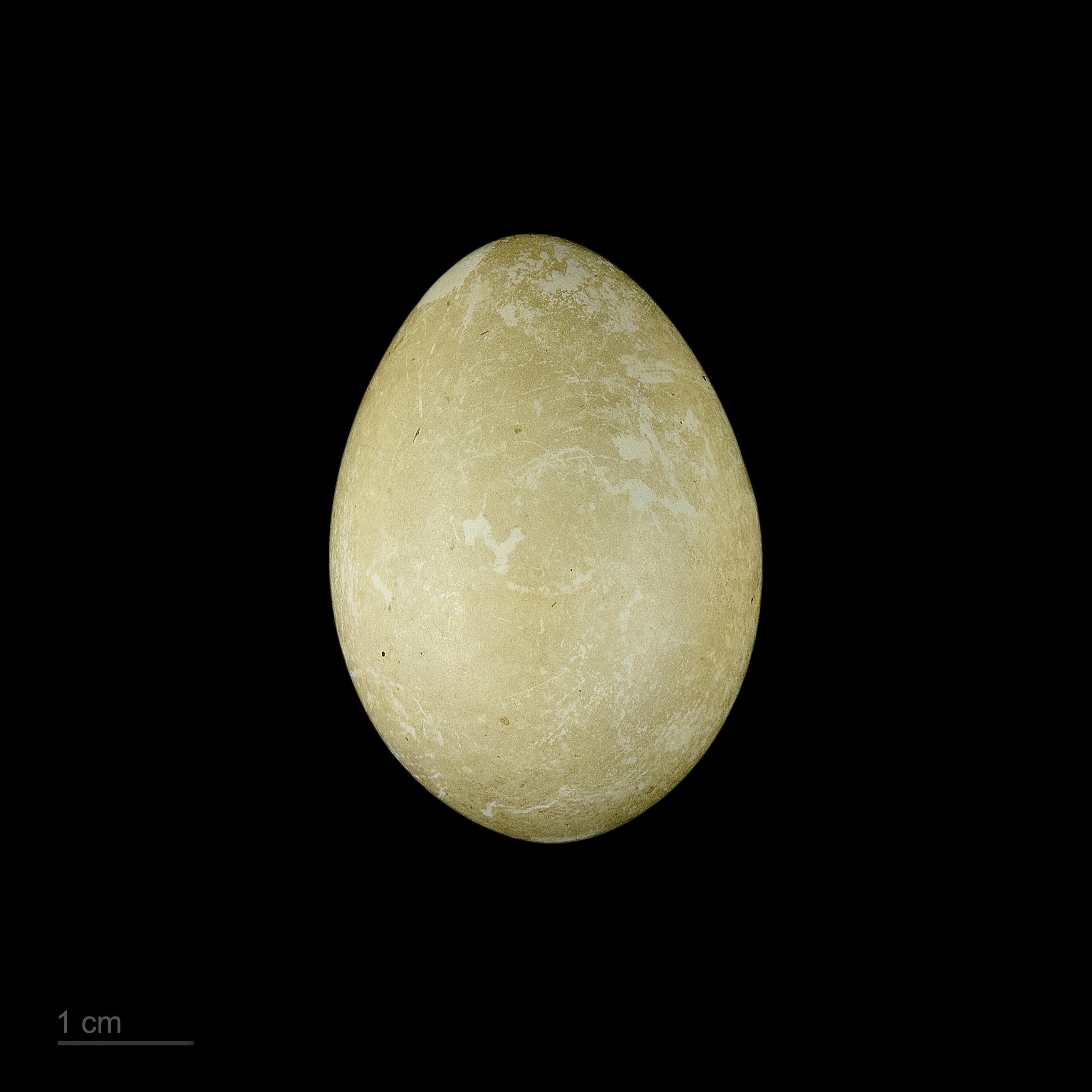
яйцо Podiceps auritus -  Тулузский музей